# Cuarteto Caney
El Cuarteto Caney fue un grupo de música cubana bailable de los años 30 y 40. Fue de los primeros grupos en popularizar la música de Cuba en las audiencias estadounidenses.

## Historia
El Cuarteto Caney fue fundado a comienzos de los años treinta en la ciudad de Nueva York por el músico cubano Fernando Storch. Con un repertorio basado en el estilo puro de los soneros cubanos, el grupo firmó con el sello Columbia en 1936 y grabaron más de 100 canciones en seis años.
A pesar de haber sido concebido como cuarteto y de mantenerse con ese nombre a lo largo de su historia, su formato llegó a ampliarse a siete músicos, llegando a constituirse de hecho en un septeto.
A fines de la década de los 30, temas como Clarivel, Cantando, Maleficio y Lamento jarocho, se escucharon cotidianamente en las estaciones de radio de Santo Domingo, La Habana y San Juan de Puerto Rico. Realizaron giras por Venezuela y los Estados Unidos aunque, como dato curioso, nunca se presentaron en La Habana ni en Puerto Rico.
En el Caney, actuaron cantantes como Panchito Riset, Tito Rodríguez, Johnny López, Alfredito Valdés, Bobby Capó y Machito.
Este grupo fue heredero de los seguidores que Antonio Machín dejara en la urbe neoyorquina con su partida hacia España. Con una gran cantidad de grabaciones, el Caney definió para esa época una parte fundamental del sonido cubano de la música latina en los Estados Unidos.